# ОШ „Вук Караџић” Кладница
ОШ „Вук Караџић” Кладница, насељеном месту на територији општине Сјеница, почела је са радом 1924. године. У саставу школе раде два четворогодишња истурена одељења у Урсулама и Сугубинама.

## Историјат
Школа је основана 23. новембра 1923. године, а почела је са радом 1924. године да би у осмогодишњу школу прерасла 1957. године, када је и завршила прва генерација осмог разреда у којој није била ни једна девојчица. Због великог прилива ђака у 60-тим годинама 20. века изграђена је нова школска зграда 1971. године која је задовољавала све потребне стандард тог времена. Због миграционих кретања и опадања природног прираштаја број ученика се нагло смањује почев од 1977. године када је школу похађало 649 ученика распоређених у 24 одељења.
У школској 2011/2012. години, школа је имала 148 ученика распоређених у 11 одељења. У матичној школи постоји 8 специјализованих учионица, библиотека са учионицом, те скромно опремљења фискултурна сала, која је адаптирана. У издвојеним одељењима постоје 4 класичне учионице без фискултурних сала. Настава у школи се изводи у преподневној смени.

## Школа данас
Тренутно је у школи запослено 38 радника-наставника, директор, секретар, шеф рачуноводства, педагог, те помоћно особље, домар и ложач.
Школа је опремљена старим намештајем и застарелим наставним средствима, осим кабинета за информатику који је опремљен новим компјутерима из пројекта Владе Србије-Дигитална школа.